# 1939 год в авиации
Список событий в авиации в 1939 году:

## События
- 1 апреля — первый полёт японского палубного истребителя Mitsubishi A6M Zero.
- 19 мая — успешный пуск первой советской двухступенчатой ракеты Р-3. Вторая ступень представляла собой прямоточный реактивный двигатель конструкции Меркулова Д. В.[1]
- 21 мая — состоялся первый полёт дальнего бомбардировщика ДБ-3Ф (лётчик-испытатель В. К. Коккинаки).
- 20 июня — состоялся первый в мире полёт реактивного самолёта He-176, оборудованного ЖРД (лётчик Эрих Варзиц).
- 8 июля — открыт аэропорт в Бирмингеме.
- 1 июля — основан Завод № 168, ныне российская авиастроительная компания и одноимённое авиастроительное предприятие Роствертол.
- 20 июля — лётчик Скобарихин, Витт Фёдорович, в ходе боёв на Халхин-Голе сбил самолёт противника таранным ударом. Это был первый таран в Советских ВВС.
- 5 августа - батальонный комиссар 150-го скоростного бомбардировочного авиационного полка Ююкин Михаил Анисимович обрушил свой подбитый самолёт на скопление японских войск в районе города Халун-Аршан. Первый огненный таран в ВВС СССР и первый в мире таран наземной цели.
- 27 августа — впервые взлетел первый в мире самолёт с турбореактивным двигателем He-178.
- 24 сентября — первый полёт британского тяжёлого четырёхмоторного бомбардировщика Хендли Пейдж Галифакс.
- 2 октября — состоялся первый полёт самолёта С. В. Ильюшина ЦКБ-55 — прототипа штурмовика Ил-2.
- 22 декабря — состоялся первый полёт самолёта В. М. Петлякова «100», прототип Пе-2 (Лётчик-испытатель П. М. Стефановский).[2]
- 29 декабря — состоялся первый полёт американского тяжёлого бомбардировщика B-24 «Либерейтор».[2]
- 30 декабря — состоялся первый полёт самолёта И-190, биплана конструкции Н. Н. Поликарпова (пилот старший лётчик-испытатель завода № 1 А. И. Жуков).

## Без точных дат
- Основана авиакомпания BOAC

## Персоны

### Скончались
- 31 марта — Губенко, Антон Алексеевич, советский офицер, в годы Японо-китайской войны — старший лейтенант, лётчик-истребитель нанчанской истребительной группы; Герой Советского Союза (22.02.1939), полковник. Впервые в истории советской авиации применил воздушный таран. Погиб в авиационной катастрофе.
- 11 мая
  - Осипенко, Полина Денисовна, советская лётчица, участница перелётов; одна из первых женщин, удостоенная звания Герой Советского Союза. Майор Осипенко погибла в авиационной катастрофе, отрабатывая полёты «вслепую», во время учебно-тренировочных сборов вместе с начальником главной лётной инспекции ВВС РККА А. К. Серовым.
  - Серов, Анатолий Константинович, советский лётчик, комбриг (1939), Герой Советского Союза (1938). Погиб в авиакатастрофе во время курсов усовершенствования начальствующего состава — осваивая «слепые» полёты вместе с Полиной Осипенко.
- 28 июля — Хользунов, Виктор Степанович, лётчик-бомбардировщик. Командир эскадрильи бомбардировщиков в войсках республиканской Испании, комдив, Герой Советского Союза. Погиб при проведении испытательных полётов.
- 16 сентября — Грицевец, Сергей Иванович, майор РККА, знаменитый советский лётчик-истребитель 1930-х годов, участник боёв на Халхин-Голе, первый[3] дважды Герой Советского Союза. Погиб во время военных учений РККА на аэродроме Болбасово, рядом с Оршей, когда его аэроплан был протаранен самолётом другого лётчика во время руления перед взлётом.